# Екстрапак
Екстрапак ООД е българска фирма за производство на рекламни чанти и опаковки от хартия, текстил и полимери, със седалище в град Велико Търново.

## История
Екстрапак ООД е основана през 1995 г., във Велико Търново, с основна дейност производство на полиетиленови торбички. Шест години по-късно, през 2001 г., е открит първият модернизиран завод за производство на полиетиленови торбички. Развитието на фирмата на българския пазар създава нуждата от офис и логистичен център на територията на София. Той отваря врати през 2004 г. Производството на хартиени чанти с напълно автоматизирани линии е една от основните инвестиции осъществени през 2006 г. С цел опазване на околната среда, през 2007 г. на българския пазар са пуснати първите опаковки от оксо- и биоразградимите полимери. Повишеното търсене на рекламни чанти е основна предпоставка през 2009 г. да бъде открит Завод №2. През 2016 г. Екстрапак стартира Завод №3 с изцяло нова дейност – производството на нетъкан текстил. В края на 2018 г. е завършен и изцяло нов логистичен център, който обслужва всички производства на фирмата.
През 2020 г. Екстрапак ООД е работодател на над 730 души. Годишният оборот възлиза на над 75 млн. лева, като реализираната продукция за износ е 65%. Основен е фокусът върху европейските пазари. Фирмата разполага с производствена база, включваща три автономни завода и собствен логистичен център, разположени на обща РЗП 45 000 m2.
Фирмата е сертифицирана по следните международни стандарти – FSС®, Blue Angel, ISO 9001, ISO 14001 и ISO 22000:2006.
През 2019 г. Екстрапак започна строителството на Бизнес Център Велико Търново - модерна сграда с офисни площи, конгресен и спортен център, дейта център, архивен склад и други функции.

## Продукти
- Рекламни чанти от хартия, текстил, полимери и биополимери
- Нетъкан полипропилен (спънбонд) – плат, който намира приложения в леката промишленост, строителството и агробизнеса
- Гъвкави опаковки за хранителни и нехранителни стоки от хартия и полимерни фолиа
- Чували за отпадъци от рециклирани пластмаси
- Медицински маски, ръкавици, престилки и калцуни за еднократна употреба